# 普尔特尼桥
普尔特尼桥（英語：Pulteney Bridge）是英國埃文河上的一座拱桥，位于英格兰巴斯。建成于1773年，經英国遗产列为一级登录建筑。
普尔特尼桥是由罗伯特·亚当设计，其施工图保存在索恩爵士博物馆，是世界上仅有的在整座桥两侧开设商铺的4座桥梁之一。桥上的商店包括花店，老地图店，和果汁吧。
它得名于弗朗西斯·普尔特尼（Frances Pulteney），1767年成为巴斯对岸Bathwick地产的女继承人。只是个简朴的小村庄，但弗朗西斯的丈夫威廉看到它的潜力。他计划建立一个新的城市，成为巴斯古城的郊区。首先，他需要比现有渡口更好的过河方式，因此有了这座桥梁。

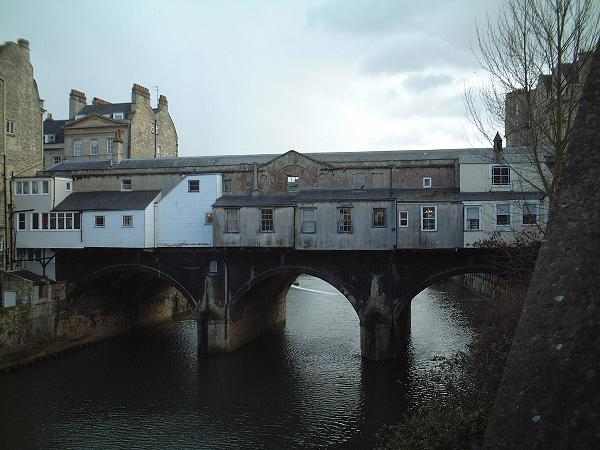
从北侧看普尔特尼桥

普尔特尼通过罗伯特·亚当和詹姆斯·亚当兄弟完成他心目中的新城，罗伯特负责桥梁的设计工作。在他的手中，普尔特尼简单的设想成了一座两旁开设商店的优雅的桥梁。亚当曾访问过佛罗伦萨和威尼斯，他在那里看到老桥和里奥多桥。但亚当的设计更多地仿效了安德烈亚·帕拉弟奥被否定的里奥多桥设计。
亚当设计的普尔特尼桥只存在了不到20年。1792年，扩建商店，玷污了典雅的外观。1799年和1800年的洪水毁坏了桥的北侧。由普尔特尼产业的测量师John Pinch加以重建，不及亚当的设计宏伟。19世纪的店主按其幻想改变窗户，或在河中伸出悬臂。南侧西端的亭子在1903年由于拓宽道路而拆除。
1936年，普尔特尼桥作为国家古迹，计划恢复原来的外观。1951年，在不列颠节时修复完成，进一步恢复在1975年进行。它现在是这座以乔治式建筑著名的城市中最有名的建筑之一。
2009年，巴斯和东北薩默塞特议会提出计划，禁止车辆进入普尔特尼桥，将其变成行人专用区。